# Colina de Tara
La colina de Tara (en inglés: Hill of Tara, en gaélico: Cnoc na Teamhrach, Teamhair o Teamhair na Rí, "La colina de los reyes") es una alargada elevación caliza de escasa altitud, situada cerca del río Boyne y que se extiende entre Navan y Dunshaughlin, en el condado de Meath, en la provincia de Leinster de Irlanda. Contiene un elevado número de antiguos monumentos, y es famosa por ser la sede del Árd Rí Éireann (el Gran Rey de Irlanda).

## Monumentos antiguos

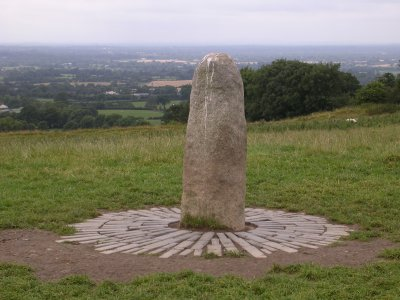
La Piedra en Pie, dentro del Forradh.

En la cima de la colina, hacia el norte del cerro, se ubica la fortificación de la Edad del Hierro conocida como Ráith na Rig (la Fortaleza de los Reyes, también conocida como el Recinto Real), con casi 1000 m de circunferencia. Las estructuras más destacadas en su interior son dos ráth (anillos erigidos con piedras) tangentes, conocidos como Teach Chormaic (la Casa de Cormac) y Forradh (el Asiento Real). En el centro del Forradh se erige la destacada Piedra en Pie, que es una de las piedras que se suele interpretar como Lia Fáil, la Piedra del Destino, en la cual eran coronados los Grandes Reyes de Irlanda. Hacia el norte de los anillos se encuentra una pequeña tumba de corredor neolítica, conocida como Dumha na nGiall (el Montículo de los Rehenes), que data del año 2000 a. C. aproximadamente.
Hacia el norte, justo al exterior de los límites del Ráith na Rig, hay un anillo con tres terraplenes conocido como Ráith na Seanadh (el Anillo de los Sínodos). Las excavaciones en este lugar han recuperado materiales romanos datados entre los siglos I y III d. C. Algo más al norte destaca una estrecha y alargada estructura rectangular, conocida como la Sala del Banquete (Banqueting Hall), si bien parece ser una avenida ceremonial que conduce hacia el sitio, y dos estructuras conocidas como las Trincheras en Pendiente (Sloping Trenches) y el Fuerte de Gráinne (Gráinne's Fort).
Hacia el sur del Recinto Real yace un anillo conocido como Ráith Laoghaire (el Fuerte de Laoghaire), donde se dice que está enterrado el rey epónimo en posición vertical. Media milla al sur de la Colina de Tara hay otra fortificación conocida como Rath Maeve, el fuerte de la legendaria reina Medb, que es asociado habitualmente a Connacht, o atribuido también a la menos conocida figura legendaria de Medb Lethderg, que está asociado a Tara.

## Importancia de Tara
Durante muchos siglos, los historiadores han tratado de desentrañar los misterios de Tara, y han sugerido que desde la invasión celta de la isla hasta la invasión de Richard de Clare en 1169, la Colina de Tara fue el centro político y espiritual de la isla. Debido a que la historia y la arqueología de Irlanda no están bien coordinadas, las teorías arqueológicas, en cuanto a los hallazgos recientes, sugieren que la completa historia de la Colina de Tara está lejos de conocerse en su totalidad.
El papel más conocido de la Colina de Tara en la historia de Irlanda es como el asiento de los reyes de Irlanda hasta el siglo VI, papel que puede extenderse hasta el siglo XII aunque sin su temprano esplendor. A pesar de todo, la importancia de la Colina de Tara precede al periodo céltico, si bien no se ha demostrado que Tara fuera un lugar destacado de forma continua desde el Neolítico hasta el siglo XII.
La disputa previa de los eruditos sobre la importancia inicial de Tara avanzó cuando los arqueólogos identificaron los monumentos y edificios pre-célticos, datándolos en el Neolítico, hace unos 5000 años. Una de esas estructuras, el Montículo de los Rehenes, posee un corto pasillo que está alineado con la puesta de Sol del 8 de noviembre y del 4 de febrero, que son las fechas en las que se celebraban las antiguas fiestas célticas de Samhain e Imbolc.
Una teoría que puede explicar el esplendor de la Colina de Tara antes de la etapa celta es la historia legendaria que señala a Tara como la capital de los Tuatha Dé Danann, los habitantes precélticos de Irlanda. Cuando los celtas establecieron su sede en la colina, ésta se convirtió en el lugar desde donde los reyes de Meath gobernaron la isla con un estatus casi divino. En la cima de la colina se yergue la mencionada Lia Fáil, la piedra del destino donde los reyes irlandeses eran coronados; la leyenda sugiere que la piedra debía rugir tres veces si el aspirante al trono era el verdadero rey. Junto a la influencia política como capital, Tara parece haber conservado una influencia religiosa que fue disminuyendo debido a la labor de San Patricio. Existe una tumba, localizada cerca de la colina, que se señala como la sepultura del rey Lóegaire, quien fuera el último rey pagano de Irlanda.
Durante la rebelión irlandesa de 1798 los United Irishmen (Irlandeses Unidos) establecieron un campamento en la colina, pero fueron atacados y derrotados por las tropas británicas el 26 de mayo de 1798 en la denominada batalla de Tara Hill. La Lia Fáil fue movida para marcar las tumbas de 400 rebeldes que murieron en la colina aquel día. En el siglo XIX el miembro del Parlamento Daniel O'Connell invitó a realizar una demostración política en la Colina de Tara, que atrajo a un millón de personas, lo cual señala la importancia permanente de aquella colina.

## Controversias en el trazado de la nacional M3
Está proyectado que el trazado de la carretera nacional M3 pase cerca del valle de Tara-Skryne, pasando a tan sólo 1,2 km de la Colina de Tara. El desarrollo de su trazado está generando importantes críticas, si bien el proyecto parece ir adelante, a pesar de las protestas.
El abogado medioambientalista Vincent Salafia está llevando a cabo acciones legales para detener las obras. El 4 de julio de 2005 el Tribunal Supremo concedió permiso para proceder a la revisión judicial de la decisión del Ministro de Medio Ambiente, Patrimonio y Gobierno Local, Dick Roche. Para más información en este sentido, véase aquí.

## Curiosidades
- Aparece en la serie animada ¡Jakers! Las aventuras de Piggley Winks